# Păuna Greceanu-Cantacuzino
Păuna Greceanu-Cantacuzino, född ?, död 1740, var furstinna av Valakiet genom sitt giftermål med Ştefan Cantacuzino (r. 1714–1716). 
Hon beskrivs som dominant och ambitiös och ska ha varit inblandad i den kupp som avsatte makens företrädare och placerade honom på tronen. Sedan paret inlett förbindelser med Habsburg avsattes maken och fördes till Konstantinopel, där han avrättades av ottomanerna.  